# Liste der SPNV-Linien in Niedersachsen
Die Liste der SPNV-Linien in Niedersachsen enthält die im Linienverkehr fahrenden Zugverbindungen des Schienenpersonennahverkehrs (SPNV) in Niedersachsen und grenzüberschreitende Linien. Mit dem Fahrplanwechsel am 14. Dezember 2014 wurden landesweit mit den Aufgabenträgern der Nachbarländer abgestimmte Liniennummern eingeführt.
Legende:
| Zuggattung | Zuggattung       | Haltestellen                                        | Anmerkung                                                                   |
| ---------- | ---------------- | --------------------------------------------------- | --------------------------------------------------------------------------- |
| IC         | Intercity        | nur an wichtigen Stationen                          | kann auf dem angeführten Abschnitt mit Nahverkehrsfahrkarten benutzt werden |
| RE         | Regional-Express | meist nur an wichtigen Stationen                    |                                                                             |
| RB         | Regionalbahn     | überall                                             | Grundangebot im Nahverkehr                                                  |
| RS         | Regio-S-Bahn     | meist überall, dichtere Haltestellenabstände als RB |                                                                             |
| S          | S-Bahn           | meist überall, dichtere Haltestellenabstände als RB |                                                                             |

- Linien oder -abschnitte mit einer Frequenz von Montag bis Freitag < 60 Minuten, meistens im 30-Minuten-Takt, sind fett dargestellt.
- Linien oder -abschnitte mit einer Frequenz von Montag bis Freitag > 60 Minuten, meistens im 120-Minuten-Takt, sind kursiv dargestellt.
- Linien oder -abschnitte außerhalb Niedersachsens sind kleiner dargestellt.
- Linien oder -abschnitte, die nicht mit Nahverkehrsfahrkarten benutzt werden können, sind durchgestrichen.

## Regionalverkehr
| Linie | Teilnetz der Linie                | Linienverlauf | Kursbuch-Nr.    | Verkehrsunternehmen                | Fahrzeuge im Regelbetrieb |
| ----- | --------------------------------- | --- | --------------- | ---------------------------------- | --- |
| RE1   | Expresskreuz Niedersachsen/Bremen | Hannover – Nienburg (Weser) – Verden (Aller) – Bremen – Oldenburg (Oldb) – Leer (Ostfriesl) – Emden – Norddeich Mole | (380, 390,) 395 | DB Regio Nord                      | Traxx P160 AC1 (146.1/146.2) + 7 Doppelstockwagen                                                                               |
| RE1   | Neigetechnik-Netz Thüringen       | Göttingen – Leinefelde – Gotha – Erfurt – Gera – Glauchau                                                            | 540.1           | DB Regio Südost                    | 1–3 × Baureihe 612 |
| RE2   | Hanse-Netz                        | Uelzen – Celle – Hannover – Sarstedt – Kreiensen – Northeim (Han) – Göttingen                                        | 110, 350        | metronom                           | Traxx P160 AC1 (146.1/146.2) + 6 Doppelstockwagen                                                                               |
| RE2   | Dieselnetz Nordthüringen          | Kassel-Wilhelmshöhe – Hann. Münden – Leinefelde – Bad Langensalza – Erfurt                                           | 603, 611        | DB Regio Südost                    | 1 × Siemens Desiro Classic (642)                                                                                                |
| RE2   | Rhein-Haard-Express               | Osnabrück – Hasbergen – Lengerich – Münster – Recklinghausen – Essen – Duisburg – Düsseldorf                         | (385,) 425.Reg. | DB Regio NRW                       | Traxx P160 AC1 (146.1) + 5 Doppelstockwagen                                                                                     |
| RE3   | Hanse-Netz                        | Hamburg – Lüneburg – Uelzen – Celle – Hannover                                                                       | 110             | metronom                           | Traxx P160 AC1 (146.1/146.2) + 7 Doppelstockwagen                                                                               |
| RE4   | Hanse-Netz                        | Hamburg – Buchholz – Tostedt – Rotenburg (Wümme) – Bremen                                                            | 120             | metronom                           | Traxx P160 AC1 (146.1/146.2) + 7 Doppelstockwagen                                                                               |
| RE4   | Dieselnetz Sachsen-Anhalt         | Goslar – Vienenburg – Wernigerode – Halberstadt – Aschersleben – Halle (Saale)                                       | 330             | Regionalverkehre Start Deutschland | 1–2 × LINT 41 (1648) |
| RE5   | Unterelbe                         | Hamburg – Buxtehude – Stade – Cuxhaven                                                                               | 121             | Regionalverkehre Start Deutschland | Traxx P160 DE (246) + 5 Doppelstockwagen                                                                                        |
| RE6   | Dieselnetz Sachsen-Anhalt         | Wolfsburg – Oebisfelde – Haldensleben – Magdeburg                                                                    | 308             | Regionalverkehre Start Deutschland | 1–2 × LINT 41 (1648) |
| RE8   | Expresskreuz Niedersachsen/Bremen | Bremerhaven-Lehe – Bremerhaven – Osterholz-Scharmbeck – Bremen – Verden (Aller) – Nienburg (Weser) – Hannover        | 125, (380)      | DB Regio Nord                      | Traxx P160 AC1 (146.1/146.2) + 6 Doppelstockwagen oder selten Talent 2 (442)                                                    |
| RE9   | Expresskreuz Niedersachsen/Bremen | Bremerhaven-Lehe – Bremerhaven – Osterholz-Scharmbeck – Bremen – Diepholz – Osnabrück                                | 125, (385)      | DB Regio Nord                      | 1–2 × Talent 2 (442) (3–4-tlg.)                                                                                                 |
| RE9   | Saale-Thüringen-Südharz           | Kassel-Wilhelmshöhe – Hann. Münden – Leinefelde – Nordhausen – Sangerhausen – Halle (Saale)                          | 590             | Abellio Rail Mitteldeutschland     | 1–2 × Talent 2 (442) |
| RE10  | Dieselnetz-Niedersachsen-Südost   | Bad Harzburg – Goslar – Salzgitter-Ringelheim – Hildesheim – Sarstedt – Hannover                                     | 320             | Erixx                              | 1–3 × LINT 54 (622) |
| RE15  | Expresslinien Emsland/Mittelland  | Emden Außenhafen – Leer (Ostfriesl) – Meppen – Lingen (Ems) – Rheine – Münster (Westf)                               | 395, (410)      | Westfalenbahn                      | 1–2 × Flirt 3 (1428) |
| RE18  | Weser-Ems-Netz                    | Wilhelmshaven – Oldenburg (Oldb) – Cloppenburg – Bramsche – Osnabrück                                                | 392             | NordWestBahn                       | 1–3 × LINT 41 (648/1648) |
| RE20  | Elektronetz Sachsen-Anhalt Nord   | Uelzen – Salzwedel – Hohenwulsch – Stendal – Tangerhütte – Magdeburg – Schönebeck-Bad Salzelmen                      | 305             | DB Regio Südost                    | Traxx P160 AC1 (146.1/146.2) + 3 Doppelstockwagen Baureihe 425 (ein Umlauf morgens)                                             |
| RE21  | Dieselnetz Sachsen-Anhalt         | Goslar – Vienenburg – Wernigerode – Halberstadt – Oschersleben (Bode) – Magdeburg                                    | 330             | Regionalverkehre Start Deutschland | 1–2 × LINT 41 (1648) |
| RE30  | Elektro-Netz Niedersachsen-Ost    | Wolfsburg – Gifhorn – Lehrte – Hannover                                                                              | 300             | metronom (enno)                    | 1–2 × Alstom Coradia Continental (1440)                                                                                         |
| RB31  | Hanse-Netz                        | Hamburg – Maschen – Lüneburg                                                                                         | 110             | metronom                           | Traxx P160 AC1 (146.1/146.2) + 6 Doppelstockwagen                                                                               |
| RB32  | Dieselnetz-Niedersachsen-Südost   | Lüneburg – Dahlenburg – Dannenberg Ost                                                                               | 112             | Erixx                              | 1 × LINT 54 (622) |
| RB33  | Weser-Elbe-Netz                   | Buxtehude – Bremervörde – Bremerhaven – Dorum – Cuxhaven                                                             | 122, 125        | EVB                                | 1–2 × LINT 41 (648), iLINT 54 (654)                                                                                             |
| IC35  | Intercity                         | Leer (Ostfriesl) – Emden – Norddeich Mole oder Emden Außenhafen                                                      | 395, 396        | DB Fernverkehr                     | Traxx P160 AC3 (147.5) + 5 Doppelstockwagen (Intercity 2)                                                                       |
| RB35  | Dieselnetz Sachsen-Anhalt         | Wolfsburg – Oebisfelde – Gardelegen – Stendal                                                                        | 301             | Regionalverkehre Start Deutschland | 1–2 × LINT 41 (1648) |
| RB36  | Dieselnetz Sachsen-Anhalt         | Wolfsburg – Oebisfelde – Wegenstedt – Haldensleben – Barleben – Magdeburg                                            | 308             | Regionalverkehre Start Deutschland | 1–2 × LINT 41 (1648) |
| RB37  | Dieselnetz Niedersachsen-Mitte    | Bremen – Langwedel – Soltau – Uelzen                                                                                 | 116             | Regionalverkehre Start Deutschland | 1–2 × LINT 41 (648) |
| RB38  | Dieselnetz Niedersachsen-Mitte    | (Hamburg-Harburg) – Buchholz (Nordheide) – Soltau – Walsrode – Hannover                                              | 123             | Regionalverkehre Start Deutschland | 1–3 × LINT 41 (648) |
| RB40  | Elektronetz Nord                  | Braunschweig – Helmstedt – Eilsleben – Magdeburg – Burg                                                              | 310             | DB Regio Südost                    | Traxx P160 AC1 (146.1/146.2) + 3 Doppelstockwagen Baureihe 425 oder 2 × LINT 27/41 (640/648) (Braunschweig – Helmstedt zur HVZ) |
| RB41  | Hanse-Netz                        | Hamburg – Buchholz – Tostedt – Rotenburg (Wümme) – Bremen                                                            | 120             | metronom                           | Traxx P160 AC1 (146.1/146.2) + 6 Doppelstockwagen                                                                               |
| RB42  | Dieselnetz-Niedersachsen-Südost   | Braunschweig – Wolfenbüttel – Vienenburg – Bad Harzburg (Braunschweig – Vienenburg vereinigt mit RB43)               | 353             | Erixx                              | 1 × LINT 54 (622) |
| RB43  | Dieselnetz-Niedersachsen-Südost   | Braunschweig – Wolfenbüttel – Vienenburg – Goslar (Braunschweig – Vienenburg vereinigt mit RB42)                     | 353             | Erixx                              | 1 × LINT 54 (622) |
| RB44  | Dieselnetz-Niedersachsen-Südost   | Braunschweig – Salzgitter-Immendorf – Salzgitter-Lebenstedt                                                          | (352)           | DB Regio Nord                      | 2 × LINT 27 (640), 1 × LINT 41 (648)                                                                                            |
| RB45  | Dieselnetz-Niedersachsen-Südost   | Braunschweig – Wolfenbüttel – Schöppenstedt                                                                          | (312)           | DB Regio Nord                      | 1–2 × LINT 41 (648) |
| RB46  | Dieselnetz-Niedersachsen-Südost   | Braunschweig – Seesen – Herzberg (Harz)                                                                              | (358)           | DB Regio Nord                      | 1–2 × LINT 41 (648) |
| RB47  | Dieselnetz-Niedersachsen-Südost   | Braunschweig – Gifhorn – Wittingen – Uelzen                                                                          | 115             | Erixx                              | 1–2 × LINT 54 (622) |
| RB48  | Dieselnetz-Niedersachsen-Südost   | Braunschweig – Salzgitter-Lebenstedt                                                                                 | (352)           | DB Regio Nord                      | 2 × LINT 27 (640), 1 × LINT 41 (648)                                                                                            |
| RE50  | Elektro-Netz Niedersachsen-Ost    | Wolfsburg – Braunschweig – Hildesheim                                                                                | 313             | metronom (enno)                    | 1–2 × Alstom Coradia Continental (1440)                                                                                         |
| IC56  | Intercity                         | Bremen – Oldenburg (Oldb) – Leer (Ostfriesl) – Emden – Norddeich Mole                                                | (390)           | DB Fernverkehr                     | Traxx P160 AC2 (146.5) + 5 Doppelstockwagen (Intercity 2)                                                                       |
| RB56  |                                   | Bad Bentheim – Nordhorn – Neuenhaus                                                                                  | 376             | Bentheimer Eisenbahn               | 1 × LINT 41 (1648) |
| RB57  | Noordelijke Nevenlijnen           | (Leer – ) Weener – Nieuweschans – Groningen                                                                          | 397             | Arriva PLC                         | 1 × GTW 2/6 1 × GTW 2/8 |
| RB58  | Weser-Ems-Netz                    | Osnabrück – Bramsche – Vechta – Delmenhorst – Bremen                                                                 | 394             | NordWestBahn                       | 1–3 × LINT 41 (648/1648) |
| RB59  | Weser-Ems-Netz                    | Wilhelmshaven – Sande – Jever – Wittmund – Esens                                                                     | 393             | NordWestBahn                       | 1–2 × LINT 41 (648/1648) |
| RE60  | Elektronetz Mittelland            | Braunschweig – Peine – Hannover – Minden (Westf) – Melle – Osnabrück – Rheine                                        | 370, 375        | Westfalenbahn                      | 1 × Stadler KISS (445) |
| RB61  | Teutoburger-Wald-Netz             | Bielefeld – Herford – Bünde – Osnabrück – Rheine – Bad Bentheim – Hengelo (NL)                                       | 370, 375, (386) | Eurobahn                           | 1 × Flirt 3 (2429) |
| RE62  |                                   | Löhne (Westf) – Bünde – Melle – Osnabrück – Rheine                                                                   | 375             | DB Regio Nord                      | 1–2 × Alstom Coradia Continental (440)                                                                                          |
| RB66  | Teutoburger-Wald-Netz             | Osnabrück – Hasbergen – Lengerich – Münster (Westf)                                                                  | (385)           | Eurobahn                           | 1 × Flirt (427/429) |
| RE70  | Elektronetz Mittelland            | Braunschweig – Peine – Hannover – Minden (Westf) – Herford – Bielefeld                                               | 370             | Westfalenbahn                      | 1 × Stadler KISS (445) |
| RB75  | OWL-Dieselnetz                    | Osnabrück – Dissen-Bad Rothenfelde – Halle (Westf) – Bielefeld                                                       | 402             | NordWestBahn                       | 1–2 × Bombardier Talent (643)                                                                                                   |
| RB77  | Dieselnetz Niedersachsen-Mitte    | Hildesheim – Hameln – Löhne – Herford                                                                                | 372             | Regionalverkehre Start Deutschland | 1–2 × LINT 41 (648) |
| RE78  | Teutoburger-Wald-Netz             | Nienburg (Weser) – Minden (Westf) – Herford – Bielefeld                                                              | 124, 370        | Eurobahn                           | Flirt (427/428/429) Flirt 3 (2429)                                                                                              |
| RB79  | Dieselnetz Niedersachsen-Mitte    | Hildesheim – Bodenburg                                                                                               | 373             | Regionalverkehre Start Deutschland | 1–2 × LINT 41 (648) |
| RB80  | Dieselnetz-Niedersachsen-Südost   | Göttingen – Northeim – Herzberg (Harz) – Nordhausen                                                                  | (357)           | DB Regio Nord                      | 1–2 × LINT 41 (648) |
| RB81  | Dieselnetz-Niedersachsen-Südost   | Bodenfelde – Northeim – Herzberg (Harz) – Nordhausen                                                                 | (356, 357)      | DB Regio Nord                      | 1–2 × LINT 41 (648) |
| RB82  | Dieselnetz-Niedersachsen-Südost   | Göttingen – Northeim – Kreiensen – Seesen – Goslar – Bad Harzburg                                                    | 350, (354)      | DB Regio Nord                      | 1–2 × LINT 41 (648) |
| RE83  | Netz Ost                          | Lüneburg – Büchen – Lübeck – Kiel                                                                                    | (145)           | Erixx                              | 1–2 × LINT 41 (648) 1–2 × Flirt Akku (2526)                                                                                     |
| RB83  | Nordost-Hessen-Netz               | Göttingen – Eichenberg – Hann. Münden – Kassel (Göttingen – Eichenberg vereinigt mit RB87)                           | 611             | Cantus                             | 1 × Flirt (427/428) |
| RB84  | OWL-Dieselnetz                    | Kreiensen – Holzminden – Höxter – Ottbergen – Paderborn                                                              | (355)           | NordWestBahn                       | 1–2 × Talent (643) |
| RB85  | OWL-Dieselnetz                    | Göttingen – Bodenfelde – Ottbergen – Paderborn                                                                       | 355             | NordWestBahn                       | 1 × Talent (643) |
| RB86  | Dieselnetz-Niedersachsen-Südost   | (Göttingen – Northeim –) Einbeck-Salzderhelden – Einbeck Mitte                                                       | 350, (351)      | DB Regio Nord                      | 1 × LINT 27 (640) |
| RB87  | Nordost-Hessen-Netz               | Göttingen – Eichenberg – Eschwege – Bebra (Göttingen – Eichenberg vereinigt mit RB83)                                | 613             | Cantus                             | 1 × Flirt (427/428) |

## S-Bahn
In Niedersachsen verkehren die S-Bahn Hannover, die Regio-S-Bahn Bremen/Niedersachsen sowie eine Linie der S-Bahn Hamburg.

### S-Bahn Hannover
| Linie | Linienverlauf                                                                           | Verkehrsunternehmen | Fahrzeuge im Regelbetrieb             |
| ----- | --------------------------------------------------------------------------------------- | ------------------- | ------------------------------------- |
| S 1   | Minden (Westf) – Stadthagen – Wunstorf – Hannover – Weetzen – Haste                     | Transdev Hannover   | Stadler Flirt 3XL (3427) Baureihe 425 |
| S 2   | Nienburg (Weser) – Wunstorf – Hannover – Weetzen – Bad Nenndorf – Haste                 | Transdev Hannover   | Stadler Flirt 3XL (3427) Baureihe 425 |
| S 3   | Hildesheim – Lehrte – Hannover                                                          | Transdev Hannover   | Stadler Flirt 3XL (3427)              |
| S 4   | Hildesheim – Sarstedt – Hannover Messe/Laatzen – Hannover – Langenhagen – Bennemühlen   | Transdev Hannover   | Stadler Flirt 3XL (3427) Baureihe 425 |
| S 5   | Hannover Flughafen – Hannover – Weetzen – Hameln – Bad Pyrmont – Altenbeken – Paderborn | Transdev Hannover   | Stadler Flirt 3XL (3427) Baureihe 425 |
| S 6   | Celle – Burgdorf – Hannover                                                             | Transdev Hannover   | Stadler Flirt 3XL (3427)              |
| S 7   | Celle – Burgdorf – Lehrte – Hannover                                                    | Transdev Hannover   | Stadler Flirt 3XL (3427)              |
| S 8   | Hannover Flughafen – Hannover – Hannover Messe/Laatzen                                  | Transdev Hannover   | Stadler Flirt 3XL (3427) Baureihe 425 |
| S 21  | Hannover – Weetzen – Barsinghausen                                                      | Transdev Hannover   | Stadler Flirt 3XL (3427)              |
| S 51  | Seelze – Hannover – Springe – Hameln                                                    | Transdev Hannover   | Stadler Flirt 3XL (3427)              |

### S-Bahn Hamburg
| Linie | Linienverlauf                                                                              | Kursbuch-Nr. | Verkehrsunternehmen | Fahrzeuge im Regelbetrieb         |
| ----- | ------------------------------------------------------------------------------------------ | ------------ | ------------------- | --------------------------------- |
| S5    | Stade – Buxtehude – Hamburg-Harburg – Hamburg Hbf – Hamburg Dammtor – Hamburg Elbgaustraße | 121          | S-Bahn Hamburg      | 2 × Baureihe 474 2 × Baureihe 490 |

### Regio-S-Bahn Bremen/Niedersachsen
| Linie | Linienverlauf | Takt                                                                                  | Verkehrsunternehmen | Fahrzeuge im Regelbetrieb                                                      |
| ----- | --- | ------------------------------------------------------------------------------------- | ------------------- | ------------------------------------------------------------------------------ |
| RS 1  | Bremen-Farge – Bremen Turnerstraße – Bremen Kreinsloger – Bremen Mühlenstraße – Bremen-Blumenthal – Bremen Klinikum Nord/Beckedorf – Bremen-Aumund – Bremen-Vegesack – Bremen-Schönebeck – Bremen-St. Magnus – Bremen-Lesum – Bremen-Burg – Bremen-Oslebshausen – Bremen-Walle – Bremen Hbf – Bremen-Sebaldsbrück – Bremen-Mahndorf – Achim – Baden (Kr Verden) – Etelsen – Langwedel – Verden (Aller) Stand: Fahrplanwechsel Dezember 2023 | 30 min 15 min (Vegesack–Bremen Hbf werktags) 60 min (Bremen Hbf–Verden am Wochenende) | NordWestBahn        | Alstom Coradia Continental (440)                                               |
| RS 2  | Bremerhaven-Lehe – Bremerhaven Hbf – Bremerhaven-Wulsdorf – Loxstedt – Lunestedt – Stubben – Lübberstedt – Oldenbüttel – Osterholz-Scharmbeck – Ritterhude – Bremen-Burg – Bremen Hbf – Bremen-Hemelingen – Dreye – Kirchweyhe – Barrien – Syke – Bramstedt (b Syke) – Bassum – Twistringen Stand: Fahrplanwechsel Dezember 2023 | 60 min 30 min (Bremen Hbf–Bremerhaven-Lehe in der HVZ-Lastrichtung)                   | NordWestBahn        | Alstom Coradia Continental (440) Stadler Flirt 3 (einzelne Fahrten in der HVZ) |
| RS 3  | Bremen Hbf – Bremen-Neustadt – Heidkrug – Delmenhorst – Hoykenkamp – Schierbrok – Bookholzberg – Hude – Wüsting – Oldenburg (Oldb) Hbf (– Oldenburg-Wechloy – Bad Zwischenahn) (einzelne Züge in Tagesrandlage) Stand: Fahrplanwechsel Dezember 2023 | 60 min                                                                                | NordWestBahn        | Alstom Coradia Continental (440) Stadler Flirt 3                               |
| RS 30 | Bremen Hbf – Delmenhorst – Hude – Oldenburg (Oldb) Hbf – Oldenburg-Wechloy – Bad Zwischenahn Stand: Fahrplanwechsel Dezember 2023 | 60 min                                                                                | NordWestBahn        | Alstom Coradia Continental (440) Stadler Flirt 3                               |
| RS 4  | Bremen Hbf – Bremen-Neustadt – Heidkrug – Delmenhorst – Hoykenkamp – Schierbrok – Bookholzberg – Hude – Berne – Elsfleth – Kirchhammelwarden – Brake (Unterweser) – Rodenkirchen (Oldb) – Kleinensiel – Nordenham Stand: Fahrplanwechsel Dezember 2023 | 60 min                                                                                | NordWestBahn        | Alstom Coradia Continental (440) Stadler Flirt 3                               |
| RS 6  | Rotenburg (Wümme) – Verden (Aller) Stand: Fahrplanwechsel Dezember 2023 | 60/120 min (wochentags) 120 min (Wochenende)                                          | NordWestBahn        | Alstom Coradia Continental (440)                                               |

## Durchgeführte Änderungen
| Linie                                         | Linienverlauf | Veränderung | Fahrzeugeinsatz                   | Belege        |
| --------------------------------------------- | --- | --- | --------------------------------- | ------------- |
| Fahrplanwechsel 2015/2016                     | | |                                   |               |
| RE4                                           | Goslar – Halle | Übernahme durch Transdev Sachsen-Anhalt (davor DB Regio Südost) | 648                               | [ 5 ]         |
| RE9                                           | Kassel-Wilhelmshöhe – Halle                                                                                                   | Übernahme durch Abellio Rail Mitteldeutschland (davor DB Regio Südost) | 442                               | [ 6 ]         |
| RE15                                          | Münster – Emden Außenhafen | Übernahme durch Westfalenbahn (davor DB Regio Nord) | 428                               | [ 7 ] [ 8 ]   |
| RE30                                          | Hannover – Wolfsburg | Übernahme durch metronom (davor DB Regio Nord) | 1440                              | [ 9 ]         |
| RB35                                          | Wolfsburg – Stendal | Entfall des Abschnitts Braunschweig – Wolfsburg, Ersatz durch RE50 | 642                               |               |
| RB48                                          | Braunschweig – Fallersleben – Wolfsburg                                                                                       | Ersatz durch RE50 |                                   |               |
| RB50                                          | Braunschweig – Hildesheim | Ersatz durch RE50 |                                   |               |
| RE50                                          | Hildesheim – Wolfsburg | Ersetzt RB48 und RB50, Übernahme durch metronom (enno)(davor DB Regio Nord) | 1440                              | [ 9 ]         |
| RE60                                          | Braunschweig – Rheine | Übernahme durch Westfalenbahn (davor DB Regio Nord) | 445                               | [ 10 ]        |
| RE70                                          | Braunschweig – Bielefeld | Übernahme durch Westfalenbahn (davor DB Regio Nord) | 445                               | [ 10 ]        |
| Fahrplanwechsel 2016/2017                     | | |                                   |               |
| RB85                                          | Göttingen – Paderborn | Verlängerung nach Paderborn und Flügelzugkonzept mit RB84 in Ottbergen |                                   | [ 11 ]        |
| Fahrplanwechsel 2017/2018                     | | |                                   |               |
| RE9 (ST)                                      | Kassel – Hann Münden – Halle (Saale)                                                                                          | Verkürzte Linienführung |                                   |               |
| RB48                                          | Braunschweig – Salzgitter-Lebenstedt                                                                                          | Neueinrichtung im Stundentakt | 648                               | [ 12 ]        |
| RB61                                          | Bielefeld – Osnabrück – Hengelo                                                                                               | Übernahme durch Eurobahn (davor Westfalenbahn), Verlängerung nach Hengelo (NL) |                                   | [ 13 ]        |
| RB66                                          | Osnabrück – Münster (Westf)                                                                                                   | Übernahme durch Eurobahn (davor Westfalenbahn) |                                   | [ 13 ]        |
| RE78                                          | Nienburg (Weser) – Minden (Westf) – Bielefeld                                                                                 | Übernahme durch Eurobahn (davor DB Regio Nord), verkehrt auch am Wochenende |                                   | [ 13 ]        |
| Fahrplanwechsel 2018/2019                     | | |                                   |               |
| RE4 (ST)                                      | Goslar – Halberstadt – Halle (Saale)                                                                                          | Übernahme durch Abellio Rail Mitteldeutschland (davor Transdev Sachsen-Anhalt) | 648                               | [ 14 ] [ 15 ] |
| RE5                                           | Hamburg – Buxtehude – Stade – Cuxhaven                                                                                        | Übernahme durch Start Unterelbe (davor metronom) | 246 + 5 Doppelstockwagen          | [ 16 ]        |
| RE6 (ST)                                      | Wolfsburg – Haldensleben – Magdeburg                                                                                          | Übernahme durch Abellio Rail Mitteldeutschland (davor DB Regio Südost) | 648                               | [ 14 ] [ 15 ] |
| RE21                                          | Goslar – Halberstadt – Magdeburg                                                                                              | Übernahme durch Abellio Rail Mitteldeutschland (davor Transdev Sachsen-Anhalt) | 648                               | [ 14 ] [ 15 ] |
| RB35                                          | Wolfsburg – Gardelegen – Stendal                                                                                              | Übernahme durch Abellio Rail Mitteldeutschland (davor DB Regio Südost) | 648                               | [ 14 ] [ 15 ] |
| RB36                                          | Wolfsburg – Haldensleben – Magdeburg                                                                                          | Übernahme durch Abellio Rail Mitteldeutschland (davor DB Regio Südost) | 648                               | [ 14 ] [ 15 ] |
| RB38                                          | Hamburg-Harburg – Buchholz (Nordheide) – Soltau – Walsrode – Hannover                                                         | Verlängerung nach Hamburg-Harburg an Wochenenden | 648                               | [ 17 ]        |
| RB56                                          | Bad Bentheim – Nordhorn – Neuenhaus                                                                                           | Reaktivierung und Übernahme durch die Bentheimer Eisenbahn | 648                               | [ 18 ]        |
| RE60/RE70                                     | Rheine/Bielefeld – Minden – Hannover – Lehrte – Braunschweig                                                                  | Einführung des Halbstundentakts zwischen Hannover und Braunschweig | 445                               | [ 19 ]        |
| RB86                                          | Einbeck Stadt – Einbeck-Salzderhelden (– Göttingen)                                                                           | Reaktivierung und Übernahme durch DB Regio Nord | 640                               | [ 20 ] [ 21 ] |
| Fahrplanwechsel 2020/21 (13. Dezember 2020)   | | |                                   |               |
| RB46                                          | Braunschweig – Seesen – Herzberg                                                                                              | Ausweitung Stundentakt auf Sonntage |                                   | [ 22 ]        |
| RB47                                          | Braunschweig – Uelzen | Einführung Stundentakt | 622                               | [ 23 ]        |
| RB83                                          | Göttingen – Eichenberg – Hann. Münden – Kassel                                                                                | Umbenennung Linie RB 8 | FLIRT                             | [ 24 ]        |
| RB87                                          | Göttingen – Eichenberg – Eschwege – Bebra                                                                                     | Umbenennung Linie RB 7 | FLIRT                             | [ 24 ]        |
| Fahrplanwechsel 2021/22 (12. Dezember 2021)   | | |                                   |               |
| RB33                                          | Buxtehude – Bremervörde – Bremerhaven – Cuxhaven                                                                              | Umstellung auf Baureihe 654 | 654                               | [ 25 ]        |
| RB37                                          | Bremen – Langwedel – Soltau – Uelzen                                                                                          | Neuvergabe an DB Regio mit Start Deutschland als Tochterunternehmen, zusätzliche Züge in der Hauptverkehrszeit                                                                      | 1 × 648 (in der HVZ 2-fach)       | [ 26 ] [ 27 ] |
| RB38                                          | Buchholz (Nordheide) – Soltau – Walsrode – Hannover                                                                           | Neuvergabe an DB Regio mit Start Deutschland als Tochterunternehmen | 1–3 × 648                         | [ 26 ]        |
| RB77                                          | Hildesheim – Hameln – Löhne – Bünde                                                                                           | Neuvergabe an DB Regio mit Start Deutschland als Tochterunternehmen | 1–2 × 648                         | [ 26 ]        |
| RB79                                          | Hildesheim – Bodenburg | Neuvergabe an DB Regio mit Start Deutschland als Tochterunternehmen | 1–2 × 648                         | [ 26 ]        |
| S 3                                           | Hildesheim – Lehrte – Hannover                                                                                                | Neuvergabe an Transdev Hannover | FLIRT XL                          | [ 28 ] [ 29 ] |
| S 6                                           | Celle – Burgdorf – Hannover                                                                                                   | Neuvergabe an Transdev Hannover | FLIRT XL                          | [ 28 ] [ 29 ] |
| S 7                                           | Celle – Burgdorf – Lehrte – Hannover                                                                                          | Neuvergabe an Transdev Hannover | FLIRT XL                          | [ 28 ] [ 29 ] |
| Fahrplanwechsel 2022 (12. Juni 2022)          | | |                                   |               |
| S 1                                           | Minden – Wunstorf – Hannover – Haste                                                                                          | Neuvergabe an Transdev Hannover | FLIRT XL, 425                     | [ 28 ] [ 29 ] |
| S 2                                           | Nienburg – Wunstorf – Hannover – Haste                                                                                        | Neuvergabe an Transdev Hannover | FLIRT XL, 425                     | [ 28 ] [ 29 ] |
| S 4                                           | Hildesheim – Sarstedt – Hannover – Langenhagen – Bennemühlen                                                                  | Neuvergabe an Transdev Hannover | FLIRT XL, 425                     | [ 28 ] [ 29 ] |
| S 5                                           | Hannover Flughafen – Hannover – Weetzen – Hameln – Bad Pyrmont – Paderborn                                                    | Neuvergabe an Transdev Hannover | FLIRT XL, 425                     | [ 28 ] [ 29 ] |
| S 8                                           | Flughafen – Hannover – Messe/Laatzen                                                                                          | Neuvergabe an Transdev Hannover | FLIRT XL, 425                     | [ 28 ] [ 29 ] |
| S 21                                          | Hannover – Weetzen – Barsinghausen                                                                                            | Neuvergabe an Transdev Hannover | FLIRT XL, 425                     | [ 28 ] [ 29 ] |
| S 51                                          | Seelze – Hannover – Springe – Hameln                                                                                          | Neuvergabe an Transdev Hannover | FLIRT XL, 425                     | [ 28 ] [ 29 ] |
| Fahrplanwechsel 2022/2023 (11. Dezember 2022) | | |                                   |               |
| RS3                                           | Bremen – Oldenburg – Wilhelmshaven                                                                                            | Übernahme des Abschnitts Oldenburg – Bad Zwischenahn durch RS30, Verlängerung nach Wilhelmshaven                                                                                    | 440 bzw. FLIRT                    | [ 30 ]        |
| RS30                                          | Bremen – Oldenburg – Bad Zwischenahn                                                                                          | Einführung einer neuen Expresslinie zwischen Bremen und Oldenburg, Übernahme des Abschnitts Oldenburg – Bad Zwischenahn von RS3                                                     | 440 bzw. FLIRT                    | [ 30 ]        |
| RS4                                           | Bremen – Hude – Nordenham | Bedienung aller Zwischenhalte zwischen Bremen und Hude | 440 bzw. FLIRT                    | [ 30 ]        |
| RS6                                           | Verden – Rotenburg | Übernahme der bisherigen RB76 durch NordWestBahn, Einsatz von 440 bzw. FLIRT | 440 bzw. FLIRT                    | [ 30 ]        |
| RE19                                          | Bremen – Wilhelmshaven | Linienaufgabe, zugunsten Linie RS3 |                                   | [ 30 ]        |
| RB77                                          | Hildesheim – Löhne – Herford                                                                                                  | Verlegung des Endpunktes von Bünde nach Herford an Wochenenden | 648                               | [ 31 ]        |
| RE83                                          | Lüneburg – Büchen – Lübeck – Kiel                                                                                             | Übernahme durch Erixx Holstein, voraussichtlich ab Dezember 2023 Einsatz von Flirt Akku                                                                                             | 648                               | [ 32 ]        |
| Fahrplanwechsel 2023/2024 (10. Dezember 2023) | | |                                   |               |
| RE19                                          | Uelzen – Magdeburg Hbf | Neue zweistündliche Regionalexpresslinie mit weniger Zwischenhalten als RE20, verkehrt nur an den Wochenenden und Feiertagen                                                        | 425 oder 146 + 3 Doppelstockwagen |               |
| RE20                                          | Uelzen – Magdeburg Hbf – Schönebeck-Bad Salzelmen                                                                             | Verdichtung unter der Woche auf einen Stundentakt und Verlängerung bis Schönebeck-Bad Salzelmen, an den Wochenenden wie bisher im Zweistundentakt zwischen Uelzen und Magdeburg Hbf | 425 oder 146 + 3 Doppelstockwagen |               |
| RE62                                          | Löhne – Kirchlengern – Bünde – Melle – Osnabrück Hbf – Osnabrück Altstadt – Ibbenbüren – Rheine                               | Neue zweistündliche RE-Linie als Ersatz für verschobene Fernzuglinie Berlin – Amsterdam (Übernahme durch DB Regio)                                                                  | 440                               | [ 33 ] [ 34 ] |
| S3                                            | Hamburg-Neugraben – Hamburg-Harburg – Hamburg Hbf – Hamburg Jungfernstieg – Hamburg-Altona – Hamburg Elbgaustraße – Pinneberg | Einstellung in Niedersachsen, dort Ersatz durch S5. Einsatz von Langzügen (3 Einheiten)                                                                                             | 474, 490                          | [ 35 ]        |
| S5                                            | Stade – Buxtehude – Hamburg-Neugraben – Hamburg-Harburg – Hamburg Hbf – Hamburg-Dammtor – Hamburg Elbgaustraße                | Neue Linie, ersetzt Teile der S21, S3 und S31. Einsatz von Vollzügen (2 Einheiten, 490)                                                                                             | 490                               | [ 35 ]        |
| 22. März 2024                                 | | |                                   |               |
| RE50                                          | Wolfsburg – Braunschweig – Hildesheim                                                                                         | Verdichtung zu einem Halbstundentakt unter der Woche zwischen Braunschweig und Wolfsburg sowie zusätzliche Verstärker bis Hildesheim                                                | 1440                              | [ 36 ]        |
| Fahrplanwechsel 2024/2025 (15. Dezember 2024) | | |                                   |               |
| RE1                                           | Hannover – Oldenburg – Norddeich                                                                                              | Neuvergabe an DB Regio Nord | ab März 2026 Alstom Coradia Max   | [ 37 ] [ 38 ] |
| RE4 (ST)                                      | Goslar – Halberstadt – Halle (Saale)                                                                                          | Übernahme durch Start Deutschland (davor Abellio Rail Mitteldeutschland) | 648                               |               |
| RE6 (ST)                                      | Wolfsburg – Haldensleben – Magdeburg                                                                                          | Übernahme durch Start Deutschland (davor Abellio Rail Mitteldeutschland) | 648                               |               |
| RE8                                           | Bremerhaven-Lehe – Bremerhaven – Osterholz-Scharmbeck – Bremen – Verden (Aller) – Nienburg (Weser) – Hannover                 | Neuvergabe an DB Regio Nord | ab März 2026 Alstom Coradia Max   | [ 37 ] [ 38 ] |
| RE9                                           | Bremerhaven-Lehe – Bremerhaven – Osterholz-Scharmbeck – Bremen – Diepholz – Osnabrück                                         | Neuvergabe an DB Regio Nord | ab März 2026 Alstom Coradia Max   | [ 37 ] [ 38 ] |
| RE19                                          | Uelzen – Magdeburg Hbf | Ersetzt wird durch die Linie RE20, die dann täglich stündlich verkehrt | 425 oder 146 + 3 Doppelstockwagen |               |
| RE21                                          | Goslar – Halberstadt – Magdeburg                                                                                              | Übernahme durch Start Deutschland (davor Abellio Rail Mitteldeutschland) | 648                               |               |
| RB35                                          | Wolfsburg – Gardelegen – Stendal                                                                                              | Übernahme durch Start Deutschland (davor Abellio Rail Mitteldeutschland) | 648                               |               |
| RB36                                          | Wolfsburg – Haldensleben – Magdeburg                                                                                          | Übernahme durch Start Deutschland (davor Abellio Rail Mitteldeutschland) | 648                               |               |

## Zukünftige Änderungen
Die folgende Tabelle zeigt alle beschlossenen Änderungen zu zukünftigen Fahrplanwechseln:
| Linie                                         | Linienverlauf                                      | Veränderung                                                                                  | Fahrzeugeinsatz                                   | Belege                                        |
| Fahrplanwechsel 2025/2026 (14. Dezember 2025) | Fahrplanwechsel 2025/2026 (14. Dezember 2025)      | Fahrplanwechsel 2025/2026 (14. Dezember 2025)                                                | Fahrplanwechsel 2025/2026 (14. Dezember 2025)     | Fahrplanwechsel 2025/2026 (14. Dezember 2025) |
| --------------------------------------------- | -------------------------------------------------- | -------------------------------------------------------------------------------------------- | ------------------------------------------------- | --------------------------------------------- |
| RE2                                           | Kassel – Hann Münden – Erfurt                      | Abbestellung, Ersatz durch RE8 und RE11                                                      |                                                   | [ 39 ] [ 40 ]                                 |
| RE8                                           | Kassel – Hann Münden – Halle (Saale)               | Verlängerung nach Kassel, gegenüber RE9 mit geänderter Haltepolitik                          | Bombardier Talent 2                               | [ 41 ]                                        |
| RE11                                          | Göttingen – Leinefelde – Erfurt                    | Neue Linie im Zweistundentakt im Wechsel mit RE1 (TH)                                        | Siemens Desiro Classic                            | [ 42 ]                                        |
| RE50                                          | Elze (Han) – Hildesheim – Braunschweig – Wolfsburg | Verlängerung von Verstärkerfahrten nach Elze (Han)                                           | Alstom Coradia Continental                        | [ 43 ]                                        |
| voraussichtlich 2025 oder später              |                                                    |                                                                                              |                                                   |                                               |
| RB48                                          | Braunschweig – Salzgitter-Lebenstedt               | Linienaufgabe, zugunsten Linie RB44 (30-Minuten-Takt mit allen Halten)                       |                                                   | [ 44 ]                                        |
| 14. Juni 2026                                 |                                                    |                                                                                              |                                                   |                                               |
| RE2                                           | Göttingen – Hannover – Uelzen                      | Übernahme durch DB Regio Nord (davor metronom)                                               | Traxx P160 AC1 (146.1/146.2) + 6 Doppelstockwagen | [ 45 ]                                        |
| frühestens 2026                               |                                                    |                                                                                              |                                                   |                                               |
| RE1                                           | Hannover – Oldenburg – Norddeich/Wilhelmshaven     | Einführung eines Flügelkonzeptes in Oldenburg mit Zugteilen nach Norddeich und Wilhelmshaven | Alstom Coradia Max                                | [ 37 ]                                        |

### Änderungen im Rahmen des SPNV-Strategie 2040
Im Juni 2024 veröffentlichte das Land Niedersachsen zusammen mit den beteiligten Aufgabenträgern die bis 2040 vorgesehene Linienumgestaltung im SPNV. Mit Ausnahme eines Verkehrsnetzes im Elbe-Weser-Dreieck (Brennstoffzellenantrieb) sollen sämtliche Fahrzeuge mit elektrischem Antrieb (mit und ohne Batterie) betrieben werden. Zur Umsetzung sind Oberleitungsinselanlagen und Elektrifizierungen sowohl als Fortsetzung aus dem bestehenden elektrifizierten Netz als auch Teilnetzelektrifizierungen vorgesehen. Zudem sollen auf vielen Strecken Taktverdichtungen bestellt und vereinzelt Ausbauten (Geschwindigkeitserhöhungen, zweigleisige Abschnitte) erfolgen. Damit einher gehen insgesamt Änderungen an fast allen heute im SPNV betriebenen Linien. Die Planungen erfolgen unter dem politischen Vorbehalt der Finanzierbarkeit.
Die folgende Tabelle zeigt einen Teil der bis 2040 vorgesehenen Linienneueinführungen und -zusammenlegungen (Stand: 2024). Sie erhebt keinen Anspruch auf Vollständigkeit.
| Linienänderungen 2030+                       | Linienänderungen 2030+ | Linienänderungen 2030+                                                      | Linienänderungen 2030+                                                                                   | Linienänderungen 2030+ | Linienänderungen 2030+ |
| Heutige Linie(n)                             | Zuk. Linie             | Linienverlauf                                                               | Veränderung                                                                                              | Fahrzeugeinsatz        |                        |
| -------------------------------------------- | ---------------------- | --------------------------------------------------------------------------- | --- | ---------------------- | ---------------------- |
| RB32                                         | RB32                   | Lüneburg – Dahlenburg – Dannenberg Ost                                      | - Verdichtung auf (Zwei)stundentakt - Auflassung der Stationen Wendisch Evern, Neetzendorf und Leitstade | BEMU                   |                        |
| (-)                                          | RB34                   | Bremervörde – Fredenbeck – Stade                                            | Reaktivierung, vorbehaltlich der Finanzierung                                                            | BEMU                   |                        |
| (-)                                          | RB39                   | Lüneburg – Amelinghausen – Soltau (Han)                                     | Reaktivierung, vorbehaltlich der Finanzierung                                                            | BEMU                   |                        |
| (-)                                          | RB48                   | Braunschweig – Salzgitter-Bad – Goslar                                      | Neubau Ringelheimer Kurve                                                                                | BEMU                   |                        |
| (-)                                          | RB49                   | Braunschweig – BS-Völkenrode – Wendeburg-Harvesse                           | Reaktivierung, vorbehaltlich der Finanzierung                                                            | BEMU                   |                        |
| Linienänderungen 2040+                       |                        |                                                                             | |                        |                        |
| Heutige Linie(n)                             | Zuk. Linie             | Linienverlauf                                                               | Veränderung                                                                                              | Fahrzeugeinsatz        |                        |
| RE30 Hannover – Lehrte – Gifhorn – Wolfsburg | RE30/70                | Bielefeld – Löhne – Minden – Stadthagen – Hannover – Gifhorn – Wolfsburg    | Stündliche Durchbindung Bielefeld – Wolfsburg                                                            | EMU                    |                        |
| RE70 Bielefeld – Hannover – Braunschweig     | RE30/70                | Bielefeld – Löhne – Minden – Stadthagen – Hannover – Gifhorn – Wolfsburg    | Stündliche Durchbindung Bielefeld – Wolfsburg                                                            | EMU                    |                        |
| RB82 Göttingen/Kreiensen – Bad Harzburg      | RB82/84                | Paderborn – Höxter – Holzminden – Kreiensen – Goslar – Bad Harzburg         | Verdichtung auf Stundentakt Holzminden – Kreiensen                                                       | BEMU                   |                        |
| RB84 Paderborn – Kreiensen                   | RB82/84                | Paderborn – Höxter – Holzminden – Kreiensen – Goslar – Bad Harzburg         | Verdichtung auf Stundentakt Holzminden – Kreiensen                                                       | BEMU                   |                        |
| (-)                                          | RB89                   | Osterode (Harz) Mitte – Herzberg (Harz) Schloß – Northeim (Han) – Göttingen | Neubau Kurve Herzberg                                                                                    | BEMU                   |                        |